# Humbercourt
Humbercourt – miejscowość i gmina we Francji, w regionie Hauts-de-France, w departamencie Somma.
Według danych na rok 1990 gminę zamieszkiwało 295 osób, a gęstość zaludnienia wynosiła 36 osób/km² (wśród 2293 gmin Pikardii Humbercourt plasuje się na 705. miejscu pod względem liczby ludności, natomiast pod względem powierzchni na miejscu 591.).